# 튀르키예의 대통령 목록
튀르키예의 대통령 목록은 다음과 같다.

## 임기
현재 튀르키예 헌법에서는 대통령의 임기를 5년 중임제로 정하고 있다.

## 역대 대통령 목록
| 대 | 이름                                 | 초상 | 임기 시작        | 임기 종료                            | 정당       |
| -- | ------------------------------------ | ---- | ---------------- | ------------------------------------ | ---------- |
| 1  | 무스타파 케말 아타튀르크 (1881-1938) |      | 1923년 10월 29일 | 1938년 11월 10일 (임기 중 사망)      | 공화인민당 |
| 2  | 이스메트 이뇌뉘 (1884-1973)          |      | 1938년 11월 11일 | 1950년 5월 22일                      | 공화인민당 |
| 3  | 젤랄 바야르 (1883-1986)              |      | 1950년 5월 22일  | 1960년 5월 27일 (쿠데타로 인한 퇴임) | 민주당     |
| 4  | 제말 귀르셀 (1895-1966)              |      | 1960년 5월 27일  | 1966년 5월 28일 (TBMM에 의해 사임.)  | 군정       |
| 5  | 제브데트 수나이 (1899-1982)          |      | 1966년 3월 28일  | 1973년 3월 28일                      | 군정       |
| 6  | 파흐리 코루튀르크 (1903-1987)        |      | 1973년 4월 6일   | 1980년 4월 6일                       | 원로원     |
| 7  | 케난 에브렌 (1917-2015)              |      | 1982년 11월 9일  | 1989년 11월 9일                      | 군정       |
| 8  | 투르구트 외잘 (1927-1993)            |      | 1989년 11월 9일  | 1993년 4월 17일 (임기 중 사망)       | 조국당     |
| 9  | 쉴레이만 데미렐 (1924-2015)          |      | 1993년 5월 16일  | 2000년 5월 16일                      | 민주당     |
| 10 | 아메트 네지데트 세제르 (1941- )      |      | 2000년 5월 16일  | 2007년 8월 28일                      | 무소속     |
| 11 | 압둘라 귈 (1950- )                   |      | 2007년 8월 28일  | 2014년 8월 28일                      | 정의개발당 |
| 12 | 레제프 타이이프 에르도안 (1954- )    |      | 2014년 8월 28일  | 현재                                 | 정의개발당 |

## 같이 보기
- 튀르키예의 대통령
- 튀르키예의 총리 목록